# Cres (město)
Cres [cres], nikoliv [kres] je město na stejnojmenném ostrově v Přímořsko-gorskokotarské župě v Chorvatsku. Ve městě žije 2959 lidí, jsou zde zařízení a ubytovny pro turisty.

## Historie
Vzniklo ve 14. století, do roku 1797 patřilo Benátčanům, v letech 1805 až 1814 Francouzům jako součást Ilyrských provincií, poté k Rakousku. Po první světové válce získala Cres na základě Rapallské smlouvy Itálie, od roku 1943 byl obsazen německými vojsky, po osvobození začleněn v rámci Chorvatska do SFRJ.